# Facilitator
Een facilitator (van Latijn facilitare – vergemakkelijken, vereenvoudigen) is een persoon die de (rand)voorwaarden schept en onderhoudt waaronder zowel collectieve als individuele helings- en veranderingsprocessen op gang kunnen komen.
De functie van facilitator wordt wel vergeleken met die van de vroedvrouw, omdat ook de bijstand van deze weliswaar een essentiële rol vervult bij het tot stand brengen van een – al dan niet voorlopig – eindresultaat, maar desondanks op zichzelf niet voor het concrete resultaat zèlf verantwoordelijk is.
Naast de benodigde intellectuele bagage en een ruime praktische ervaring in de omgang met mensen en groepsprocessen, vergt de rol van facilitator vooral een sterk ontwikkelde intuïtie en empathisch vermogen.
De term wordt ook gebruikt met betrekking tot fraude.